# Kloster Vignogoul

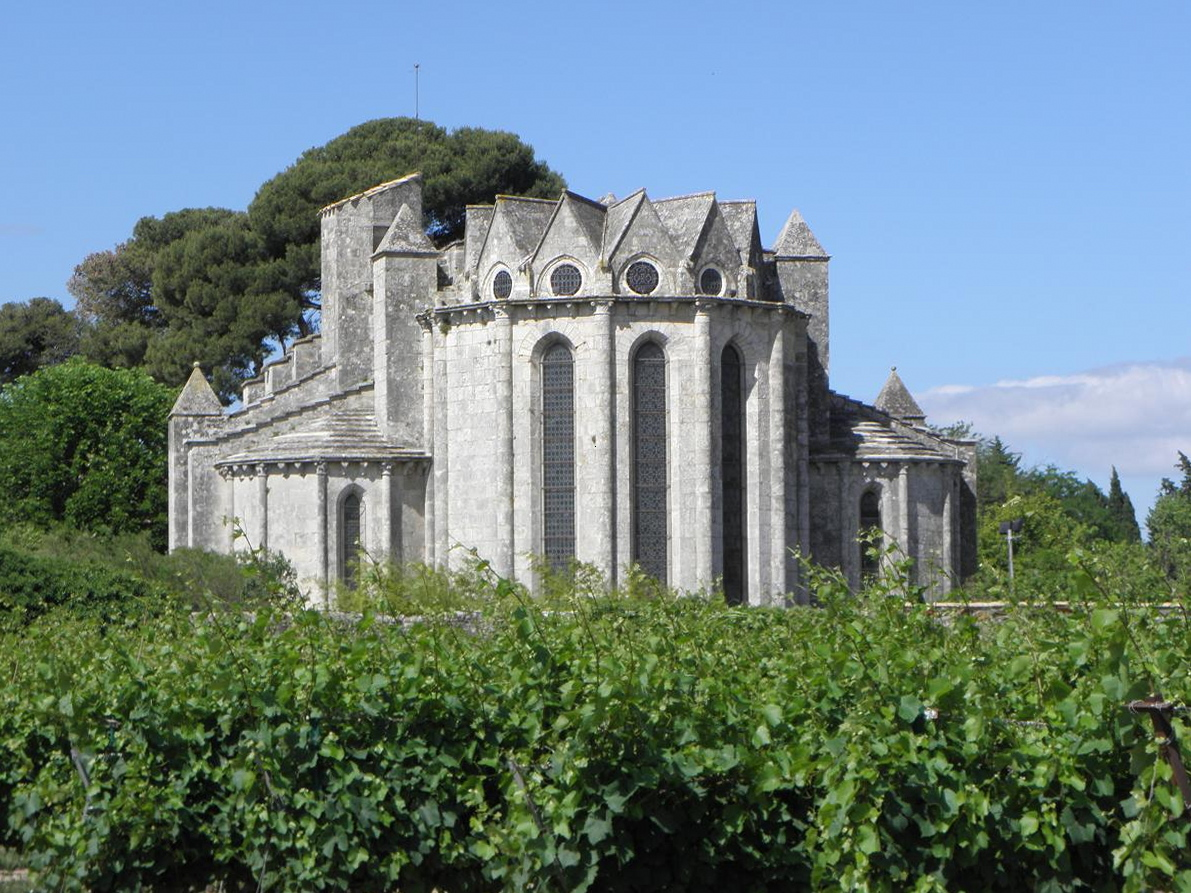
Kloster Vignogoul, Chor der Abteikirche

Das Kloster Vignogoul (auch: Le Vignogoul) war von 1178 bis 1791 ein französisches Kloster der Zisterzienserinnen und später noch zeitweise der Dominikanerinnen, Karmelitinnen und Franziskanerinnen in Pignan im Département Hérault.

## Geschichte
1178 ging das am Ort bereits existierende Benediktinerinnenkloster Notre-Dame de Bon Lieu, das dem Bischof von Maguelone unterstand, in den Zisterzienserorden über und wurde der benachbarten Abtei Valmagne unterstellt. Dank der bedeutenden Aufbauleistung der Priorin Elisabeth d’Alignan (1243–1256), einer Schwester von Bischof Benoît d’Alignan, wurde das Kloster zur Abtei erhoben. Von 1437 bis 1446 wurde der durch Pest und Krieg dezimierte Konvent von Papst Eugen IV. in das Dominikanerinnenkloster in Montpellier eingegliedert, konnte dann aber zurückkehren. 1683 ging das Kloster endgültig nach Montpellier, geriet in eine Phase der Verbürgerlichung und hatte 1791, im Moment der Schließung durch die Französische Revolution, nur noch vier Mitglieder. Die Klosteranlage Le Vignogoul in Pignan wurde 1898 durch Dominikanerinnen von Kloster Prouille wiederbesiedelt, die jedoch schon 1901 der klosterfeindlichen Dritten Republik weichen mussten. Nach einer Restaurierung durch abbé Charles Prévost (1870–1947) kam es von 1919 bis 1927 zu einer Wiederbesiedelung durch die Karmelitinnen von Montpellier, bevor die von Euphrasie Delhon (1887–1971) gegründeten Franziskanerinnen von Lenne dort 1933 ein noch heute bestehendes Kinderheim einrichteten.